# Occidenchthonius lencinai
Espèce
Occidenchthonius lencinai est une espèce de pseudoscorpions de la famille des Chthoniidae.

## Distribution
Cette espèce est endémique de Castille-La Manche en Espagne. Elle se rencontre dans la Sierra del Relumbrar à Alcaraz.

## Description
Le mâle holotype mesure 1,19 mm.

## Étymologie
Cette espèce est nommée en l'honneur de José Luis Lencina.

## Publication originale
- Zaragoza, 2017 : Revision of the Ephippiochthonius complex in the Iberian Peninsula, Balearic Islands and Macaronesia, with proposed changes to the status of the Chthonius subgenera (Pseudoscorpiones, Chthoniidae). Zootaxa, no 4246(1), p. 1–221.